# NK 두고폴제
NK 두고폴제(Nogometni klub Dugopolje)는 크로아티아 아드리아 해안 도시인 스플리트 외곽의 두고폴제 마을을 연고지로 하는 크로아티아의 축구단이다. NK 두고폴제는 1952년에 창단 되었으며 현재 크로아티아의 2부 리그인 드루가 HNL에 소속되어 있다.

## 선수 명단

### 현역
- 마린 류비치치(2022 ~ )
- 보리스 라파이치(2021 ~ )